# Tangainony
Tangainony is een plaats en commune in het zuiden van Madagaskar, behorend tot het district Farafangana, dat gelegen is in de regio Atsimo-Atsinanana. Tijdens een volkstelling in 2001 telde de plaats 16.200 inwoners.
De plaats biedt naast lager onderwijs ook middelbaar onderwijs aan. 80 % van de bevolking werkt als landbouwer en 10 % verdient zijn brood als visser. De belangrijkste landbouwproducten zijn rijst en koffie; andere belangrijke producten zijn bananen en maniok. Verder is 10 % actief in de dienstensector.